# UNDOF

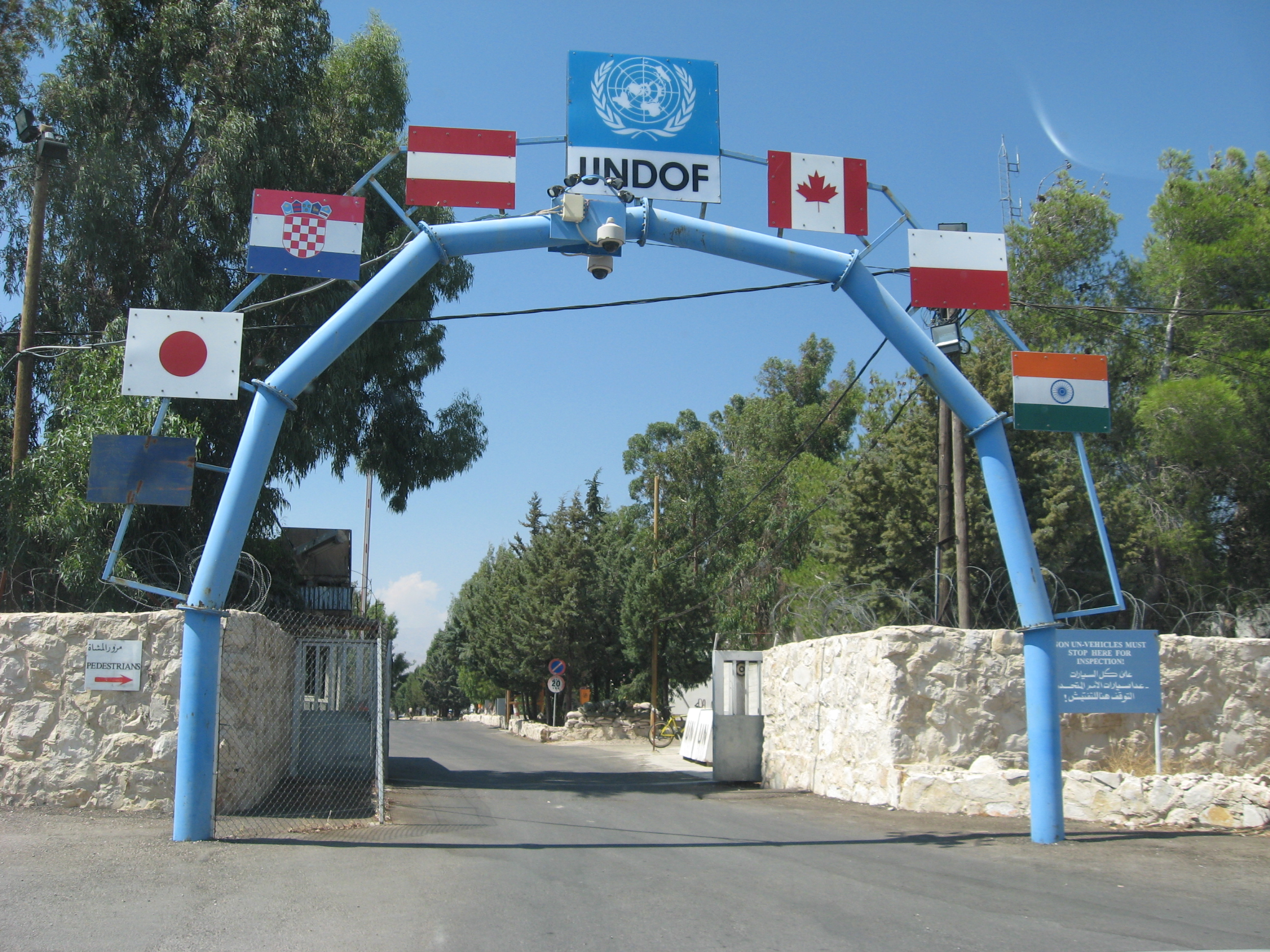
UNDOF hoofdkwartier in Camp Faouar, 2009

UNDOF kaart werkgebied, september 2014

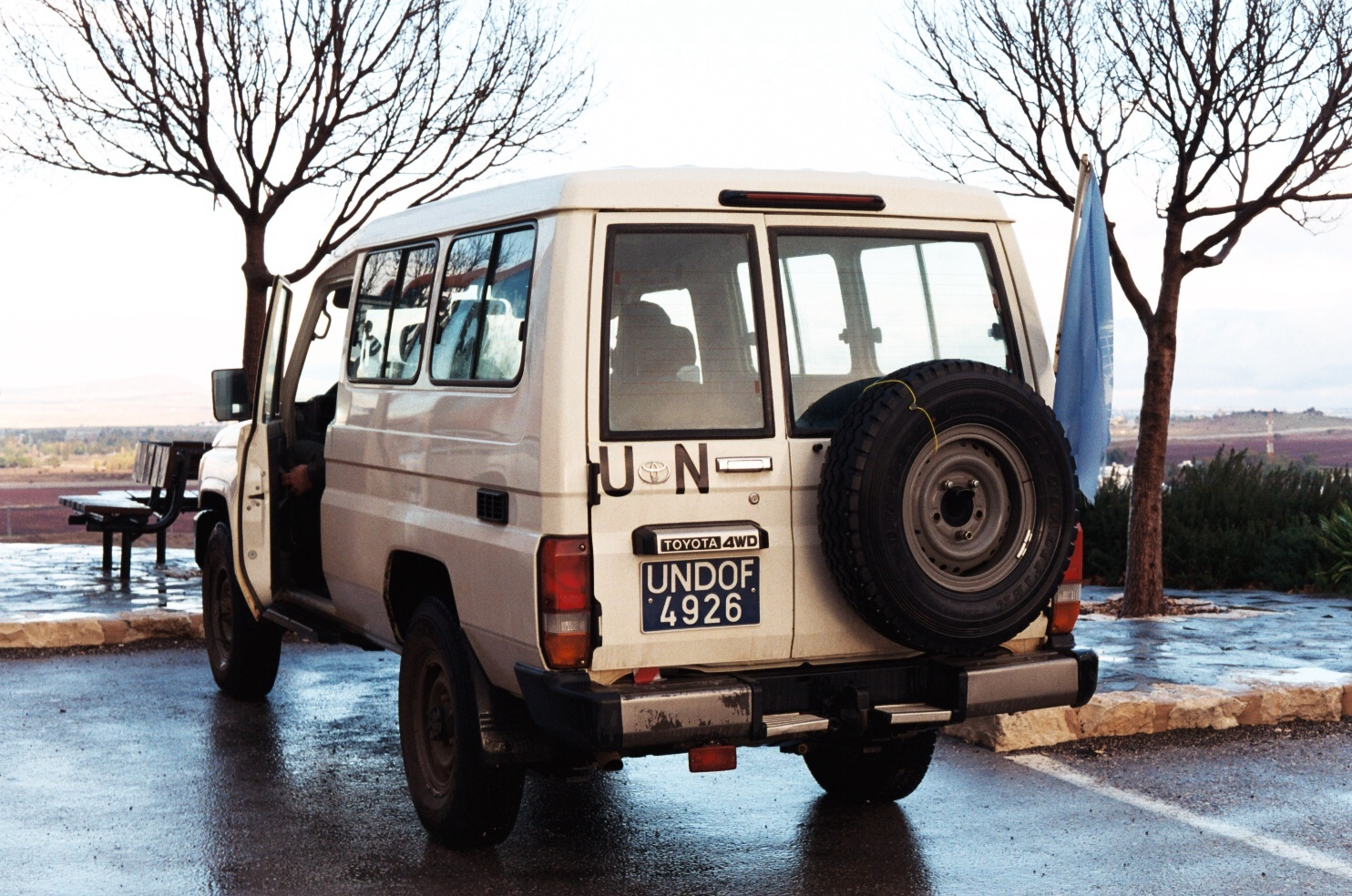
Voertuig van de UNDOF

De United Nations Disengagement Observer Force (UNDOF) ("Waarnemersmacht van de VN voor Toezicht op het Troepenscheidingsakkoord") behelst vredesoperaties op de Golanhoogten tussen Israël en Syrië. Hiermee werd een gedemilitariseerde zone ingevoerd.
Deze waarnemers-vredesmissie (blauwhelmen) is op de Golanhoogvlakte ingevoerd aan het eind van de Oktoberoorlog in 1973, de oorlog van Egypte en Syrië met Israël. Deze missie werd in 2012 gestaakt vanwege de Syrische Burgeroorlog. Op 27 juni 2013 besloot de Veiligheidsraad van de VN het mandaat te vernieuwen tot 31 december 2013.
Vanaf 14 september 2014 werd de UNDOF weer blijvend ingezet.
Nederlandse deelnemers kwamen in aanmerking voor de Herinneringsmedaille VN-Vredesoperaties. De secretaris-generaal van de Verenigde Naties stichtte een UNDOF Medaille voor de deelnemende militairen en politieagenten.